# 中村隆寿
中村 隆寿（なかむら たかひさ、1895年（明治28年）12月15日 - 1973年（昭和48年）7月31日）は、大日本帝国陸軍軍人。最終階級は陸軍少将。

## 経歴
1895年（明治28年）に熊本県で生まれた。陸軍士官学校第29期、陸軍砲工学校高等科、京都帝国大学工学部工業化学科を卒業し、工学博士の学位を取得している。1939年（昭和14年）に陸軍工兵大佐に進級し、陸軍技術本部米国駐在官となる。1941年（昭和16年）に陸軍燃料廠廠員を経て、1942年（昭和17年）に南方燃料廠南スマトラ支廠長に就任し、太平洋戦争に出動。
1943年（昭和18年）8月に陸軍少将に進級し、9月に陸軍燃料廠附を経て、1944年（昭和19年）1月に陸軍燃料廠研究部長、3月に陸軍燃料廠技術部長を歴任した。1947年（昭和22年）11月28日、公職追放仮指定を受けた。
戦後は東京理科大学教授に就任している。